# Triplophysa tibetana
Triplophysa tibetana és una espècie de peix de la família dels balitòrids i de l'ordre dels cipriniformes.

## Morfologia
Els mascles poden assolir els 13,3 cm de longitud total.

## Distribució geogràfica
Es troba al riu Brahmaputra (Tibet).